# Nature Medicine
Nature Medicine (abrégé en Nat. Med.), est une revue scientifique mensuelle à comité de lecture spécialisée dans tous les domaines concernant la recherche biomédicale.
D'après le Journal Citation Reports, le facteur d'impact de ce journal était de 27,363 en 2014. L'actuel directeur de publication est Juan Carlos López.

## Historique
Créé en 1995, Nature Medicine a été l'un des premiers journaux de spécialisation du groupe NPG, dont la tête de pont est le fameux Nature.